# Neckar
Neckar je řeka na jihu Německa, která protéká dvěma spolkovými zeměmi (Bádensko-Württembersko, Hesensko). Délka toku činí 367 km a od pramene zdrojnice Württembergischer Eschach pak 384 km. Plocha povodí měří 14 000 km².

## Průběh toku
Pramení v pohoří Černý les (Schwarzwald) v nadmořské výšce 706 m. Přibírá přítoky z pohoří Švábská Alba. Teče převážně v úzké dolině, která má místy charakter kaňonu. Tok řeky silně meandruje. Je jedním z hlavních přítoků Rýna, do kterého se vlévá zprava u Mannheimu v nadmořské výšce 95 m.

## Přítoky
Nejvýznamnější zachycuje tabulka:
| Řeka      | Místo soutoku s Neckarem | Strana přítoku | Délka (km) |
| --------- | ------------------------ | -------------- | ---------- |
| Eschach   | Rottweil-Bühlingen       | levá           | 37,9       |
| Steinlach | Tübingen                 | pravá          | 22         |
| Ammer     | Tübingen-Lustnau         | levá           | 25         |
| Echaz     | Kirchentellinsfurt       | pravá          | 23         |
| Lauter    | Wendlingen               | pravá          | 27,5       |
| Fils      | Plochingen               | pravá          | 63         |
| Nesenbach | Stuttgart-Ost            | pravá          | 12,8       |
| Rems      | Remseck                  | pravá          | 78         |
| Murr      | Marbach                  | pravá          | 54,5       |
| Enz       | Besigheim                | levá           | 105        |
| Zaber     | Lauffen                  | levá           | 22         |
| Sulm      | Neckarsulm               | pravá          | 25,3       |
| Kocher    | Bad Friedrichshall       | pravá          | 168        |
| Jagst     | Bad Wimpfen              | pravá          | 189        |
| Elz       | Mosbach-Neckarelz        | levá           | 38,7       |

## Vodní režim
Průměrný průtok vody v ústí činí přibližně 145 m³/s, přičemž maxima dosahuje v únoru a v březnu. V obzvlášť krutých zimách zamrzá.

## Využití
Od města Plochingen, kde se nachází říční přístav, je řeka splavná pro nákladní lodě kategorie Va v délce 203 km proti proudu od Mannheimu. Po značnou část svého toku je řeka regulovaná pomocí vodních kanálů a zdymadel. Postupně od pramene po soutok s Rýnem protéká městy: Villingen-Schwenningen, Rottweil, Oberndorf am Neckar, Sulz am Neckar, Horb am Neckar, Rottenburg am Neckar, Tübingen, Nürtingen, Plochingen, Esslingen (am Neckar), Stuttgart, Ludwigsburg, Freiberg am Neckar, Benningen am Neckar, Marbach am Neckar, Besigheim, Heilbronn, Neckarsulm, Mosbach, Eberbach, Heidelberg, Mannheim.